# Honebach
Der Honebach ist ein kleiner 3,9 Kilometer langer linksseitiger Zufluss der Werse in Münster/Westfalen. 

## Verlauf
Am Auslauf des Stadthafen-Dükers des Dortmund-Ems-Kanals hat der Honebach heute seinen Bachanfang. Der Bach verläuft zunächst parallel zum Lütkenbecker Weg nach Südosten und gibt linksseitig den Vischeringgraben ab, der die Gräfte von Haus Lütkenbeck speist. Er verschwindet dann in einer Verrohrung und nimmt dort von rechts den kurzen Lütkenbach auf, der seinen Ursprung bei einem Rückhaltebecken in der Nähe des Gasometers hat. Auf alten Stadtplänen wird dieser Bachlauf bis 1967 noch als Honebach bezeichnet, während der heutige Bachanfang als Lütke-Bach bezeichnet wird
Er durchfließt den Ortsteil St. Mauritz im Süden, vorbei am Haus Lütkenbeck, nimmt dort von rechts den kleinen Lütkebach und von links den Lohhausbach auf. Er unterquert die Güterumgehungsbahn Münster und mündet auf Höhe der Wolbecker Straße in die Werse. 

## Namensgeber
Nach ihm wurde im Jahr 1994 das Neubaugebiet „Honebachaue“ benannt.

## Geschichte
Eine historische Aufnahme des Honebachs bei Haus Lütkenbeck findet sich im Bildarchiv des LWL-Medienzentrum für Westfalen.